# Wolfgang Panofsky
Wolfgang Kurt Hermann „Pief“ Panofsky (* 24. April 1919 in Berlin; † 24. September 2007 in Los Altos, Kalifornien, USA) war ein US-amerikanischer Teilchenphysiker, der maßgeblich in der Entwicklung und Gründung des SLAC war.

## Leben
Panofsky war der Sohn des Kunsthistorikers Erwin Panofsky. Wegen der Verfolgung der Juden durch die Nationalsozialisten verließ er 1934 Deutschland. Sein Studium an der Princeton University schloss er 1938 mit dem Bachelor Degree ab, 1942 wurde er am Caltech promoviert. Von 1945 bis 1951 war er Assistenz-Professor an der University of California, Berkeley, danach Professor an der Stanford University.
Wolfgang Panofsky war seit 1945 Berater der US-Regierungen in Fragen der Wissenschaft und nationalen Sicherheit. Bis 2003 war er Mitglied des unabhängigen Beraterkomitees der „National Nuclear Security Administration“, der Behörde, die für die Entwicklung, den Bau und die Erhaltung von Atomwaffen zuständig ist.
Er sprach sich 1957 für den Bau des linearen Teilchenbeschleunigers SLAC (Stanford Linear Accelerator Center) in Palo Alto aus, dessen Direktor er von 1962 bis 1984 war.
Panofsky gehörte zu den Unterzeichnern des Protestbriefs der "Union of Concerned Scientists" an George Bush, in welchem der US-Regierung die Manipulation von wissenschaftlichen Ergebnissen vorgeworfen wird.
1954 wurde er zum Mitglied der National Academy of Sciences gewählt, 1962 der American Academy of Arts and Sciences und 1985 der American Philosophical Society. Der Russischen Akademie der Wissenschaften gehörte er seit 1988 und der Académie des sciences seit 1989 als auswärtiges Mitglied an.
Er starb im September 2007 im Alter von 88 Jahren.

## Auszeichnungen (Auswahl)
- 1961 Ernest-Orlando-Lawrence-Preis
- 1969 Nationale Wissenschaftsmedaille der USA
- 1979 Enrico-Fermi-Preis
- 1982 Leo Szilard Lectureship Award
- 2006 Ehrensenator der Universität Hamburg[3]
- seit 1985 vergibt die American Physical Society den nach ihm benannten W.K.H. Panofsky Prize in Experimental Particle Physics[4]

## Schriften (Auswahl)
- mit W. M. Woodward, & G. B. Yodh: Pion Production by Inelastic Scattering of Electrons in Hydrogen. Phys. Rev. 102, 1392 – 1398 (1956)
- mit Melba Phillips: Classical Electricity and Magnetism, Reading/Massachusetts, Addison-Wesley, 1962
- Particles and Policy, Woodbury, NY. AIP Press, 1994
- Panofsky on Physics, Politics and Peace. Pief Remembers, Springer Verlag, 2007, ISBN 978-0-387-69731-4 (Erinnerungen)
- "Grundlagenphysik in den USA hatte praktisch aufgehört", ein Gespräch mit Wolfgang Panofsky, in: Michael Schaaf: Heisenberg, Hitler und die Bombe. Gespräche mit Zeitzeugen. Gütersloh 2018, ISBN 978-3-86225-115-5.